# Действительный тайный советник
Действи́тельный та́йный сове́тник — чин, учреждённый Петром I на рубеже XVII—XVIII веков. С 24 января 1722 года — статский (гражданский) чин 2-го класса Табели о рангах, учреждённой указом Петра I. Соответствовал чинам генерала рода войск («полного» генерала), адмирала и высшим придворным чинам. Лица, имевшие этот чин, занимали высшие государственные должности. Не каждый министр, особенно в начале своего пребывания в должности, имел этот чин. Большинство действительных тайных советников служило в Санкт-Петербурге в главных государственных учреждениях — Государственном совете и важнейших министерствах.
Название чина связано с изначальным смыслом слова «тайный» — «относящийся ко двору, достойный доверия».
Среди лиц, одними из первых пожалованных этим чином — Иоганн Рейнгольд фон Паткуль (1703) и Мазепа, лишённый этого чина в 1708 году.
На 1903 год в России было 99 действительных тайных советников. Как и другие чины, прекратил существование с 12 ноября 1917 года — даты вступления в силу Декрета об уничтожении сословий и гражданских чинов.